# John Lovelace (3e baron Lovelace)
John Lovelace, 3e baron Lovelace (1641 – 27 septembre 1693) est un homme politique anglais qui siège à la Chambre des communes entre 1661 et 1670. Il hérite ensuite du titre de baron de la pairie comme Baron Lovelace.

## Biographie
Lovelace est né à Hurley (Buckinghamshire), de John Lovelace (2e baron Lovelace) et de Lady Anne, 7e baronne Wentworth et Le Despenser. Il étudie à Wadham College (Oxford) le 25 juillet 1655, où il obtient le diplôme de Maître ès Arts le 9 septembre 1661.
En 1661, Lovelace est élu député du Berkshire dans le Cavalier Parliament, et siège jusqu'en 1670. Il s’y fait la réputation d’un ardent Whig ; quoiqu'il se proclame puritain, c’est un bon vivant, adonné aux jeux et aux beuveries. En fait, Lovelace est surtout anti-catholique : il fait scandale en maculant en public la convocation qu’un magistrat catholique lui a adressée ; cet acte inouï lui vaut une ferme réprimande du Conseil privé, et il est menacé de poursuites.

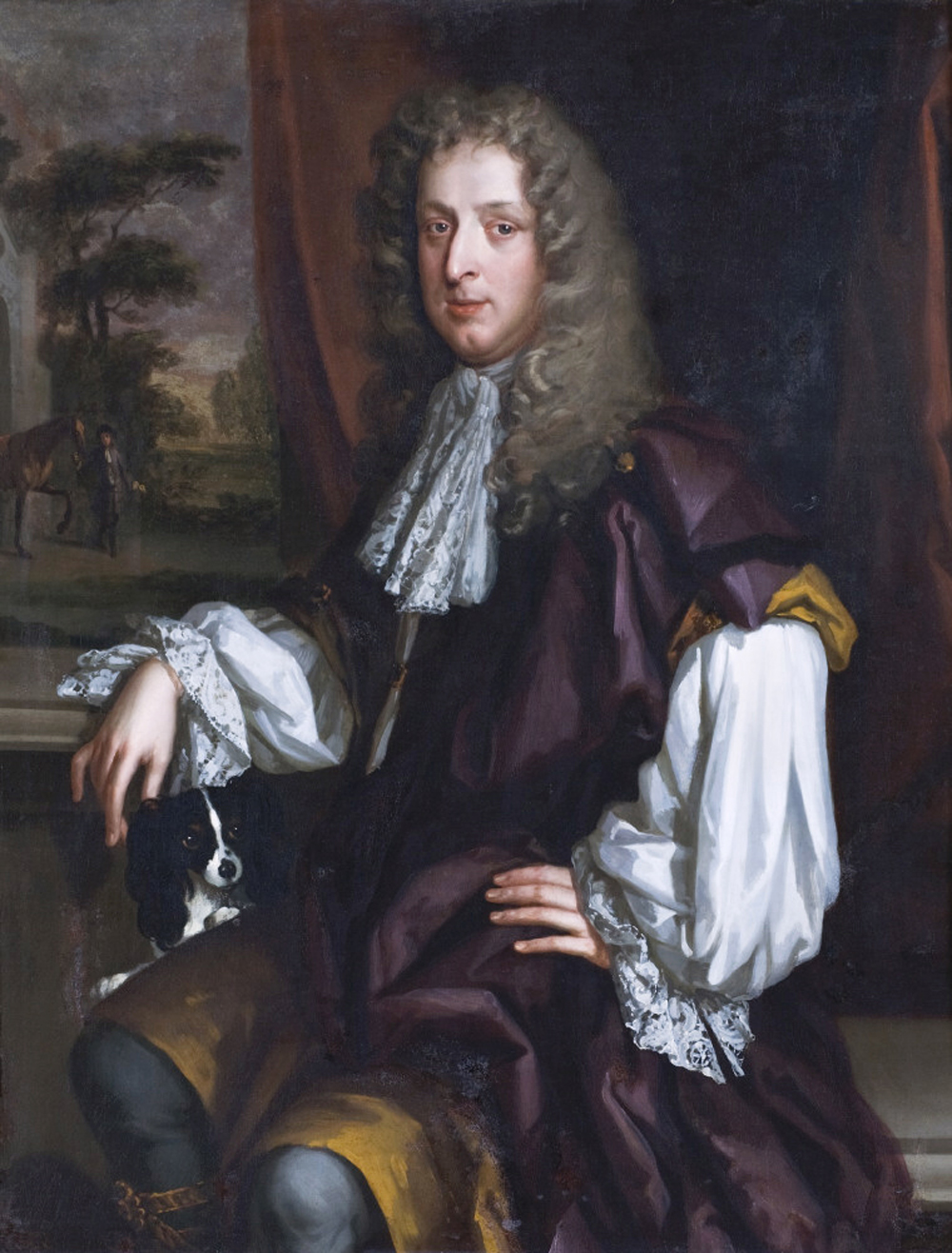
John Lovelace vers 1670.

À la mort de son père, en 1670, il hérite du titre de pair de la Couronne. Il gagne la confiance de ceux qui fomentent la Glorieuse Révolution, visant à remplacer le monarque catholique Jacques II par le stathouder Guillaume d’Orange.
Au mois de mars 1688, il est cité à comparaître devant le Conseil privé de la Couronne, mais est relâché faute de preuve. Il organise des réunions secrètes dans une cave de son hôtel particulier de Ladye Place à Hurley. Ayant appris que le stathouder Guillaume venait de débarquer en Angleterre, il part au devant du prétendant à la tête de 70 cavaliers, mais est arrêté et jeté dans les geôles du château de Gloucester. De nouveau libéré, il s'empare d’Oxford à la tête de 300 cavaliers et occupe la ville au nom de Guillaume. Lovelace est capitaine des Gentlemen Pensioners en 1689, puis est nommé juge suprême d’Eyre (rive sud de la Trent).
En 1692, victime de sa passion pour la boisson, Lovelace fait une chute dans les escaliers qui le laisse infirme. Il meurt quelques mois plus tard, 1693 à Lincoln's Inn Fields.
Lovelace épouse en 1662 Martha Pye, fille et héritière de Sir Edmund Pye (1er baronnet), de Bradenham (Buckinghamshire). Ils ont un seul fils, John, mort prématurément, et trois filles : le titre de pair du royaume échoit donc au fils de son cousin William, John Lovelace (4e baron Lovelace), futur gouverneur de la colonie de New York. Leur fille Martha épouse le député Henry Johnson (1661-1719), qui est l'un des plus gros armateurs du début du XVIIIe siècle ; elle hérite de sa grand-mère le titre de 8e baronne Wentworth.